# 무디스
무디스 코퍼레이션(영어: Moody's Corporation 또는 Moody's, NYSE: MCO)은 정부기관과 사업체에 대한 금융 연구 및 분석 업무를 하는 무디스 투자자 서비스(Moody's Investors Service)의 지주회사이다. 또한 기준 평가 척도를 이용해 차입기관에 대한 신용 등급을 매기는 일도 하고있다. 스탠더드 앤드 푸어스, 피치 레이팅스와 함께 세계 3대 신용평가 기관으로 불리고 있으며, 이 신용평가 기관들과 A.M. 베스트 및 도미니언 본드 레이팅서비스는 미국 국가공인통계평가기관(NRSRO)로 지정되어 있다.
무디스는 1909년 존 무디(John Moody)가 세웠으며, 현재 최대 주주 버크셔 해서웨이가 약 13%의 지분을 보유하고 있다.
무디스가 평가하는 국가는 1975년 3개에서, 1999년에는 33개, 2000년에는 100개 이상 늘어났으며, 현재 세계 신용 평가 시장의 40 퍼센트 가량을 점유하고 있다. 무디스의 발표에 의한 국가채권 등급의 하락은 1995년의 캐나다의 예와 같이 정치적인, 경제적인 영향을 가져온다.

## 신용등급 정의
| 투자 적격 여부 | 순위 | 등급 | 신용상태                                                              |
| -------------- | ---- | ---- | --------------------------------------------------------------------- |
| 적격(☆☆☆☆☆)    | 1    | AAA  | 최우수                                                                |
| 적격(☆☆☆☆☆)    | 2    | Aa1  | 우수                                                                  |
| 적격(☆☆☆☆☆)    | 3    | Aa2  | 우수                                                                  |
| 적격(☆☆☆☆☆)    | 4    | Aa3  | 우수                                                                  |
| 적격(☆☆☆☆☆)    | 5    | A1   | 중상등급                                                              |
| 적격(☆☆☆☆☆)    | 6    | A2   | 중상등급                                                              |
| 적격(☆☆☆☆☆)    | 7    | A3   | 중상등급                                                              |
| 적격(☆☆☆☆☆)    | 8    | Baa1 | 적절                                                                  |
| 적격(☆☆☆☆☆)    | 9    | Baa2 | 적절                                                                  |
| 적격(☆☆☆☆☆)    | 10   | Baa3 | 적절                                                                  |
| 위험(☆☆☆)      | 11   | Ba1  | 투자 위험&투기 등급 낮음                                              |
| 위험(☆☆☆)      | 12   | Ba2  | 투자 위험&투기 등급 낮음                                              |
| 위험(☆☆☆)      | 13   | Ba3  | 투자 위험&투기 등급 낮음                                              |
| 위험(☆☆☆)      | 14   | B1   | 투자 위험&투기 등급 중간                                              |
| 위험(☆☆☆)      | 15   | B2   | 투자 위험&투기 등급 중간                                              |
| 위험(☆☆☆)      | 16   | B3   | 투자 위험&투기 등급 중간                                              |
| 부적격(☆)      | 17   | Caa1 | 투자 위험&투기 등급 매우 높은 상태                                    |
| 부적격(☆)      | 18   | Caa2 | 투자 위험&투기 등급 매우 높은 상태                                    |
| 부적격(☆)      | 19   | Caa3 | 투자 위험&투기 등급 매우 높은 상태                                    |
| 부적격(☆)      | 20   | Ca   | 빠른 시일 내 파산 투기 등급 매우 높은 상태 원금 & 이자 일부 상환 가능 |
| 부적격(☆)      | 21   | C    | 완전파산. 원금은커녕 이자 상환도 거의 불가능한 상태                   |

| 순위 | 등급           | 신용등급상태 |
| ---- | -------------- | ------------ |
| 1    | P-1 (Prime-1)  | 최상위(☆☆☆☆) |
| 2    | P-2 (Prime-2)  | 우수(☆☆☆)    |
| 3    | P-3 (Prime-3)  | 적절(☆☆)     |
| 4    | NP (Not Prime) | 낙제점(☆)    |

#### 특별등급
- WR 철수 등급
- NR 비등급

## 같이 보기
- 스탠더드 앤드 푸어스
- 피치 레이팅스